# Andrzej Zapotoczny
Andrzej Zapotoczny (* 16. Oktober 1991 in Zakopane) ist ein ehemaliger polnischer Skispringer.

## Privates
Zapotoczny hat zwei Geschwister, einen Bruder und eine Schwester. Er lebt heute am Biały Dunajec.

## Werdegang
Zapotoczny, der für den Verein STS Krokiew Zakopane springt, startete seine internationale Karriere im Februar 2007 im FIS Cup beim Springen in seiner Heimatstadt Zakopane. Bereits in seinem zweiten Springen landete er innerhalb der Punkteränge. Im Sommer 2007 konnte er seine Leistungen weiter steigern und sprang in Szczyrk erstmals unter die besten zehn. Nachdem er auch weiterhin konstante Ergebnisse erzielt hatte, erhielt er 2008 einen Startplatz im B-Kader im Rahmen des Skisprung-Continental-Cup. Bereits in seinem zweiten Springen der Skisprung-Continental-Cup 2008/09 erreichte er im norwegischen Vikersund die Punkteränge. In Sapporo erreichte er im Januar auch erstmals im Continental Cup die Top-10-Ränge.
Bei den Nordischen Junioren-Skiweltmeisterschaften 2009 in Štrbské Pleso sprang er im Einzel auf den 31. Platz. Gemeinsam mit Maciej Kot, Jakub Kot und Grzegorz Miętus gewann er auf den Štrbské Pleso-Schanzen jedoch einen Tag später die Bronzemedaille im Teamspringen. Nachdem er im Continental Cup auch in Pragelato erneut in die Punkteränge sprang, erreichte er am Ende den 85. Platz der Gesamtwertung. Im Sommer 2009 wechselte Zapotoczny zwischen Continental Cup und FIS Cup und erzielte in beiden Serien gute Ergebnisse.
Bei den Polnischen Meisterschaften in Zakopane erreichte er am 10. Oktober 2009 den sechsten Platz im Einzelspringen. Die Skisprung-Saison 2009/10 begann er kurz darauf im Alpencup, bevor er Mitte Januar 2010 wieder in den FIS Cup wechselte. Nach nur zwei Springen in Szczyrk, wo er Sechster und Fünfter wurde, erhielt er für das Springen im Skisprung-Weltcup in Zakopane erstmals einen Startplatz in der Qualifikation. Nachdem er diese als 38. überstand, startete er am 22. Januar 2010 erstmals im Weltcup. Dabei erreichte er jedoch nur den vorletzten Platz und schied als 49. bereits nach dem ersten Durchgang aus. Zwei Wochen später verpasste er in Willingen die Qualifikation, trat jedoch im Teamspringen mit der Mannschaft an und wurde am Ende Zehnter. Wenige Tage später fand sich Zapotoczny im B-Kader wieder und sprang erneut im Continental Cup.
Zum Ende der Saison 2009/10 sowie im Sommer 2010 musste Zapotoczny mit stark wechselnden Ergebnissen kämpfen. So verpasste er in einigen Springen Punkteränge deutlich, in anderen erreichte er gute Platzierungen unter den besten zwanzig. Bei den Polnischen Meisterschaften 2010 in Wisła gewann er mit der Mannschaft, zu der auch Grzegorz Miętus, Maciej Kot und Kamil Stoch gehörten den nationalen Meistertitel in der Mannschaftswertung. Nachdem er bis Oktober nur selten erfolgreich war, legte er zu Beginn der Saison 2010/11 eine kurze Wettkampfpause ein. Erst im Januar 2011 trat er erstmals wieder im Continental Cup an. Dabei sprang er im ersten Springen in Sapporo sowie in beiden Springen im Alpensia Jumping Park in Pyeongchang in die Punkteränge.
Bei der Nordischen Junioren-Skiweltmeisterschaft 2011 im estnischen Otepää verpasste er mit der Mannschaft im Teamspringen die Medaillenränge nur knapp und wurde am Ende Vierter. Im Einzelspringen erreichte Zapotoczny den 16. Platz. Nachdem er in Folge im Sommer 2011 erneut pausierte, musste er in der gesamten Saison 2011/12 mit schwachen Leistungen kämpfen und erreichte so nur vier Punkte und den 119. Platz der Gesamtwertung. Auch im Sommer 2012 fand Zapotoczny nicht zu alten Leistungen zurück.
In Wisła bekam er im Juli 2012 erstmals die Chance auf einen Startplatz im Skisprung-Grand-Prix, konnte dabei aber mit Platz 31 nicht überzeugen. Auch im Continental Cup erreichte Zapotoczny nur mittelmäßige Plätze und gewann nur selten Punkte. Erst in Sapporo im Januar 2013 überzeugte er wieder mit einem 11. Platz. Zurückzuführen war dies jedoch ausschließlich auf das kleine Starterfeld. Nach zwei guten Springen im FIS Cup in Zakopane beendete er die Saison 2012/13 mit einem 28. Platz und drei Punkten in Brotterode. Am Ende belegte er Platz 81 der Gesamtwertung.

## Erfolge

### Continental-Cup-Platzierungen
| Saison  | Platz | Punkte |
| ------- | ----- | ------ |
| 2008/09 | 085.  | 57     |
| 2010/11 | 085.  | 36     |
| 2011/12 | 119.  | 04     |
| 2012/13 | 081.  | 55     |

### FIS-Cup-Platzierungen
| Saison  | Platz | Punkte |
| ------- | ----- | ------ |
| 2006/07 | 193.  | 005    |
| 2007/08 | 156.  | 034    |
| 2008/09 | 041.  | 072    |
| 2009/10 | 021.  | 171    |
| 2012/13 | 068.  | 074    |